# Patachou
Patachou, egentligen Henriette Ragon, född 10 juni 1918 i Paris, död 30 april 2015 i Neuilly-sur-Seine, var en fransk vissångerska och skådespelerska.

## Biografi
Patachou började sin yrkeskarriär som bl.a. maskinskriverska och antikhandlare. År 1948 tog hon, tillsammans med sin man Jean Billon, över en kombinerad kabarélokal och restaurang på Montmartre. Restaurangen kallades Pâte à choux. Här började hon sjunga i restaurangdelen och journalisterna började snart kalla henne för Patachou. Hon kom att sjunga med bl.a. Georges Brassens vars sånger hon var först att tolka. 
Patachous första skiva gavs ut 1952 och hon uppträdde bland annat på "Bobino", en music hall i Montparnasse, och kom sedan att turnera såväl nationellt som internationellt. Hon sjöng till exempel på London Palladium, Waldorf Astoria och Carnegie Hall, turnerade i Japan och Sverige, där L'evig Parigot, med sin fräcka parisiska ton, blev populär. År 2009 erhöll hon utmärkelsen Hederslegionen för sina insatser. 